# Ilhas Salomão nos Jogos Olímpicos de Verão de 1992
As Ilhas Salomão competiram nos Jogos Olímpicos de Verão de 1992 em Barcelona, Espanha.
O Comitê Olímpico Nacional das Ilhas Salomão foi reconhecido pelo Comitê Olímpico Internacional em 31 de dezembro de 1982.
A delegação das Ilhas Salomão em Barcelona consistia em um único levantador de peso, Leslie Ata.